# 조명준
조명준(1970년 7월 29일 ~ )은 대한민국의 전 필드하키 선수이자 현 지도자이며 1991년부터 1998년까지 국가대표팀의 일원으로 활약하였다.

## 지도자 경력
- 한국체육대학교 하키부 감독
- 2008년 하계 올림픽 남자 하키 국가대표팀 코치
- 2010년 아시안 게임 남자 하키 국가대표팀 감독